# Selecció d'hoquei sobre patins femenina de Xile
La selecció d'hoquei sobre patins femenina de Xile és l'equip femení que representa la Federació Xilena d'Hoquei i Patinatge (FCHP) en competicions internacionals d'hoquei sobre patins. La Federació Xilena es va fundar l'any 1941.
Ha guanyat en una ocasió el campionat del món i la Copa Amèrica.

## Palmarès
- 1 Campionat del món : 2006
- 1 Copa Amèrica: 2007
- 1 Golden Cup: 2010